# 潘裕文
潘裕文（英語：Peter Pan，1984年6月20日—），台灣男歌手，生於桃園市，畢業於中國文化大學景觀學系，為華語流行音樂歌手。曾參與過《超級星光大道》、《Super Star 我要當歌手》等電視選秀節目。

## 個人背景
潘裕文幼時因跌倒導致聽小骨斷裂，右耳只能聽見七十分貝以上的聲音，兵役也因而只服12天補充役，雖然聽力有所障礙，但他仍努力不懈，成就音樂路上的夢想。
- 2007年參加中視所舉辦的歌唱選秀節目第一屆《超級星光大道》，7月6日總決賽最後得到第三名『季軍』。在節目中，評審袁惟仁曾經形容其是「讓人留在心底的好聲音」，而黃韻玲和林志炫則認為他擁有將歌曲詮釋成故事的能力，若能再增加其基本歌唱技能，必定會有所成就。潘裕文在參加《超級星光大道》之前，極少參加過大型的歌唱比賽，也從來沒有學過樂理或歌唱的技巧。靠的是得天獨厚的聲音，再加上自我不斷的要求進步，並虛心接受評審的指導。
- 2007年7月21日潘裕文得到知名音樂製作人王治平的推薦，受邀參加張弘毅「音樂人生」紀念音樂會，重新詮釋費玉清在電影「晚春情事」中所演唱的主題曲－「晚春」，並獲得現場觀眾及與會音樂人一致好評。
- 媒體稱他和同樣簽入華研的林宥嘉、周定緯、許仁杰為「星光四少」或「華研四公子」。2007年與星光幫共同推出合輯《星光同學會》，同年再於《愛。星光精選》合輯中收錄個人的第一首歌《捕夢人》。
- 加入華研後，第一張合輯收錄翻唱的《安全感》，第二張則收錄《離人》與他的第一首新歌《捕夢人》。2008年除了國內演唱活動外，並與其他星光夥伴在香港、新加坡及馬來西亞等地開了演唱會，6月及7月則在台中與台北開了個人的mini演唱會，作為正式發行個人作品前的磨練。曾在比賽中以空靈般的溫柔歌聲，並以《旋木》《離人》等歌曲打動許多人的心，自星光一班畢業後，勇於嘗試的潘裕文，除了原本頗受好評的抒情曲風外，藉著許多演唱的機會，一直嘗試挑戰不同的曲風，尤其在個人演唱會中的《春嬌與志明》、香港演唱會中的《光之翼》以及之後的《黑色柳丁》，更呈現出另一股溫柔搖滾味道的潘裕文，也深受歌迷的喜愛。
- 2008年10月24日發行第一張個人EP《夏雨詩》，該專輯目前在聯合追星網「MV熱播金榜」中，已連續36週冠軍;8次月冠軍;3次季冠軍(7/17更新)。新浪音樂舉辦的獎項的調查顯示，勁爆新人王票選，潘裕文以63.7%的支持率排名第一，並得到新登場海外歌手獎項。
- 2009年10月2日發行個人首張專輯《夢‧想‧家》。
- 出道兩年間，潘裕文不斷累積個人演出經驗，除了參與所屬華研唱片公司在海內外舉辦的多場「星光同學音樂會」及4場「Star 4 U 校園巡迴演唱會」以外，並於2008年舉行2場「不只是王子」個人小型音樂會，展現醞釀的實力。並於10月推出首張個人EP 《夏雨詩》。2009年更展開三場「遇見彼得潘」個人巡迴小型音樂會，其中高雄場次創下開賣六分鐘售票率達七成的記錄。[1]

- 2010年8月7日，新城國語力頒獎禮在香港隆重舉行，潘裕文拿下"新城國語力躍進歌手"獎項。
- 2010年11月2日發行個人首張數位專輯《窺‧愛情》，收錄2010年個人音樂會部份精采曲目。
- 潘裕文清新優質的正面形象經常受邀於公益團體及政府機構擔任推廣大使，2010年6月被桃園縣政府選為『桃園升格直轄市成為夢想家』的活動代言人。2010上海世博會，擔任公共交通國際聯會UITP展館代言人，並於7月開始在UITP會員之一的台北捷運，各站點擺設燈箱廣告，大力推行公共交通的必要。專輯《夢想家》當中的「我選的天空」為活動展館主題曲。[2]。
- 2011年6月潘裕文參與新聞局補助製作高畫質電影電視節目-《阿銘岸邊釣魚》演出，擔任主角阿銘一角，本劇參與演出的還有蔡振南、侯怡君和澎恰恰等知名演員，導演為入圍多次金鐘獎最佳攝影的周以文[3]。2011年11月於公視數位台首播。
- 2012年10月26日自資製作個人第二張專輯《Listen to clock 聽克拉克說》正式發行。與大馬知名詞曲作者及製作人彭學斌合作，獲得大馬《第四屆MY Astro至尊流行排行榜》My Astro至尊年度推薦歌手大獎（海外）、My Astro至尊大躍進歌手（海外）及至尊金曲《針》等三項獎座的肯定。
- 2013年12月3日發行線上數位單曲《渴》，該曲也是潘裕文參與《Super Star 我要當歌手》選秀節目，連過11關累積獎金超過九萬而得到發單曲資格。

## 比賽歷程

### 第一屆超級星光大道
| 參賽日期及節目名稱                                   | 選擇曲目                                              | 分數          | 附註                                                |
| 2007-02-09 新聲報到&敗部復活賽                       | 《流星下的願》 原唱：張學友、許慧欣                   | (13+3分)      | 加分題: 《One night in 北京》京劇部份 原唱：信樂團  |
| 2007-02-23 背水一戰：終極敗部復活 25人取3人          | 《流星下的願》 原唱：張學友、許慧欣                   | (14+3分)      | 過關的3人︰ 潘裕文 楊宗緯 蘇貝如                    |
| 2007-03-09 適者生存：一對一PK賽(上)                  | 《離人》原唱：張學友                                  | (17分)        | PK 陳美里 《被愛的女人》原唱：李玟 (14分)           |
| 2007-03-23 石破天驚：快歌指定賽                      | 《馬戲團》原唱：陶喆                                  | (13分)        | 楊宗緯友情合聲                                      |
| 2007-03-30 合唱歌曲：16強合唱指定賽                  | 《你那麼愛她》 原唱：李聖傑、林隆璇                   | (18分)        | 與楊宗緯合唱                                        |
| 2007-04-06 15強淘汰賽                                | 《愛中飛行》原唱：石康軍、信樂團                      | (11分)        |                                                     |
| 2007-04-13 偶像致敬：大震撼！臨場狀況考驗淘汰賽      | 《我真的受傷了》原唱：張學友                          | (14分)        |                                                     |
| 2007-04-20 優勝劣敗：1對1PK賽                        | 《安全感》原唱：王力宏                                | (20分) 註1.   | PK 林宥嘉《真的嗎》 (14分) PK徐宛鈴《話題》 (16 分) |
| 2007-04-27 挑戰．試煉：藝人合唱指定賽                | 《旋木》原唱：王菲                                    | (17分)        | 〈與袁惟仁合唱〉                                    |
| 2007-05-04 機會．命運：踢館挑戰賽Part I              | 《蝸牛》原唱：周杰倫                                  | (13分)        | PK 林紹智《Waiting For You》(10分)                  |
| 2007-05-11 隱藏的危機：踢館挑戰賽Part II             | 《深海》原唱：張學友                                  | (16分)        | PK 張誠菡《隱形的翅膀》 (12分)                      |
| 2007-05-25 他山之石可以攻錯：終極版指名踢館賽        | 《月光》原唱：王宏恩                                  | (17分)        | PK 梁文音《失戀無罪》(19分)                         |
| 2007-06-01 險峰：不插電演唱淘汰賽                    | 《留給你的窗》原唱：伍思凱                            | (17分)        |                                                     |
| 2007-06-08 水能載舟：地獄悲歌 vs 天堂High歌          | 《夜夜夜夜》原唱：齊秦 《上弦月》原唱：許志安         | (18分)        |                                                     |
| 2007-06-15 老戰友：默契合唱考驗賽                    | 《手分手》原唱：陳亭慧自創曲                          | (15分)        | 〈與陳亭慧合唱〉                                    |
| 2007-06-22 星光依舊燦爛：偶像對唱抗壓戰              | 《離人》原唱：林志炫                                  | (22分)        | 〈與林志炫合唱〉                                    |
| 2007-06-29 堅持的勇氣：第五名決定賽                  | 《甘願》原唱：彭佳慧 《白月光》原唱：張信哲           | (19分)        | 《白月光》(不評分)                                  |
| 2007-07-06 總決賽                                    | 《走了嗎》原唱：袁惟仁 《鳳凰花開的路口》原唱：林志炫 | (21分)        | 《鳳凰花開的路口》 (不評分，名次為季軍)             |
| 2007-07-13 今夜星光多美好：星光頒獎典禮              | 《火光》原唱：石康軍                                  |               | 〈表演不評分〉                                      |
| 2007-06-29 S.H.E PLAY專輯簽唱會表演甄選 (未完整播出) | 《失去了你》原唱：王力宏                              | (16分)        | 〈得到表演資格〉                                    |
| 2007-11-16 星光合唱決定賽                            | 《好心分手》原唱：王力宏、盧巧音                      | (16分)        | 〈與魏如昀合唱〉                                    |
| 2008-02-06 星光閃耀賀新春                            | 《人在雨中》原唱：張學友                              | (22分)        | PK 陳漢典《大眼睛》 (22分)                          |
| 2008-11-07 饗宴續篇：學長姐合唱賽（下）              | 《男人女人》原唱：許茹芸、阿穆隆                      | (19分)        | 〈和康禎庭合唱〉                                    |
| 2009-01-25 牛轉乾坤旺旺來                            | 《黑色柳丁》原唱：陶喆                                | (45分)        | 黃靖倫 《要知道你的感覺》 (47分)                    |
| 2009-07-24 發光：學長姐合唱賽                        | 《那就這樣吧》原唱：動力火車                          | 不評分 (註2.) | 〈和孫自佑合唱〉                                    |

註1:首次拿到滿分，當時滿分燈數為20
註2:合唱表現做為當週歌迷投票依據，孫自佑拿下票數第一

### Super Star 我要當歌手
潘裕文自2013年7月7日起參加台視之歌唱選秀節目《Super Star 我要當歌手》，於同年9月8日在該節目獲得演唱獎金累積達九萬元與發行個人單曲資格，並同時獲得MVP。

## 音樂作品

### EP
- 2008年10月24日：《夏雨詩》（華研唱片）
- 2017年3月21日：《九年》（闊思音樂）
- 2021年4月23日：《不敢唱的情歌》（亞神音樂）

### 個人專輯
- 2009年10月2日：《夢·想·家》（華研唱片）
- 2012年10月26日：《聽克拉克說》（亞神音樂）
- 2018年12月12日：《我們都一樣》（闊思音樂）

### 線上數位發行
| 發行日期   | 名稱                  | 曲目 |
| ---------- | --------------------- | --- |
| 2010-11-02 | 窺.愛情音樂會live專輯 | 1. 兩個人不等於我們 2. 看透 3. 寂寞讓你更快樂 4. 我愛的人 5. 孤單心事 6. 兩個女孩 7. 證據 8. 外面的世界 9. 想你的習慣 10. 夜夜夜夜 |
| 2013-12-01 | 渴                    | 1. 渴 |
| 2015-03-02 | 永不結束的馬拉松      | 1. 永不結束的馬拉松 |
| 2015-09-23 | 親密                  | 1. 親密 2. 成為 |
| 2018-03-14 | 凜冬將至              | 1. 凜冬將至 |
| 2024-05-21 | 7AM                   | 1. 7AM |

### 廣告單曲
| 對象               | 單曲名稱 | 合唱          |
| ------------------ | -------- | ------------- |
| 2008遠雄二代宅廣告 | 光富台灣 | 潘裕文+周定緯 |

### 公益單曲
| 對象                 | 單曲名稱       | 合唱     |
| -------------------- | -------------- | -------- |
| 2008四川賑災公益單曲 | 比較美好的世界 | 華研群星 |

### 合輯
| 發行日期   | 合輯名稱                            | 曲目                             |
| ---------- | ----------------------------------- | -------------------------------- |
| 2007-06-29 | 星光同學會 超級星光大道10強紀念合輯 | 《安全感》(原唱:王力宏)          |
| 2007-10-05 | 愛星光精選 昨天今天明天             | 《捕夢人》 《離人》(原唱:張學友) |

### 現場演唱會DVD
| 發行日期   | 名稱                     | 曲目 |
| ---------- | ------------------------ | --- |
| 2008-12-10 | STARS 星光三少3EP 影音館 | 1.終結孤單(與林宥嘉+周定緯及許仁合唱) 2.夏雨詩 3.老夫老妻 4.心裡的獅子 5.想你的習慣(與周定緯合唱) 6.打開愛(與許仁杰合唱) 7.super star(與林宥嘉+周定緯及許仁合唱) |

### 其他
| 發行日期   | 名稱                                  | 曲目                                               |
| ---------- | ------------------------------------- | -------------------------------------------------- |
| 2009年12月 | 聲聲不息愛地球-央廣(中央廣播電台)台歌 | 1.陽光 央廣 詞曲/ 陳懷恩 2.把愛傳出來 詞曲/ 小王子 |

### 個人音樂會
- 2008年 - 不只是王子 潘裕文 mini concert巡迴演唱會
- 2009年 - 遇見彼得潘 潘裕文巡迴音樂會
- 2009年 - 自由夢想家歌友會
- 2010年 - 窺·愛情 潘裕文音樂會巡迴演唱會
- 2010年 - Super Star Live Band 之夜
- 2011年 - 潘裕文＆許仁杰  P.S.音樂會 Lets Start From Music
- 2012年 - 潘裕文 回味音樂會
- 2013年 - 不插電 音樂巡迴分享會
- 2014年 - 潘裕文 三十 巡迴音樂會
- 2015年 - 2015 Voice Up Concert 讚聲演唱會
- 2015年 - 親密 演唱會
- 2016年 - 2016 Voice Up Concert 讚聲演唱會
- 2016年 - 2016 發現Live音樂現場 說"文"解字 音樂會 - 廖文強 & 潘裕文 -
- 2017年 - 九年 音樂會
- 2021年 - 2021 Voice Up Concert 讚聲演唱會

## 主持作品
- 2009-01-16 超級星光大道

主持人為蔡康永，與林宥嘉、周定緯及許仁杰一同代班主持星光四班十強的突破自我賽
- 2009-01-09 超級星光大道

主持人為蔡康永，並與林宥嘉、周定緯及許仁杰一同代班主持星光四班的敗部復活賽
- 2010-04-24 緯來體育台-單車樂活週報
- 2012-04-06 蘋果娛樂新聞 （Live）與辰亦儒合作
- 2012-10-29 蘋果娛樂新聞 （Live）與翁滋蔓合作
- 2013-05-21 MTV頻道 點歌大帝國 客座 VJ
- 2017-06-24 東森綜合台 東森旅遊玩樂誌 與何紫妍合作

## 影視作品
| 年份 | 電視台         | 戲劇名稱         | 角色 | 性質   | 備註     |
| ---- | -------------- | ---------------- | ---- | ------ | -------- |
| 2009 | 臺視、三立電視 | 那一年的幸福時光 | 一平 | 客串   |          |
| 2011 | 公視           | 阿銘岸邊釣魚     | 阿銘 | 男主角 | 電視電影 |

## 廣告代言
- 2007年8月~9月 - 7-11迪士尼星光大道
- 2007年12月 - Jumelle新保養品
- 2009年3月 - 麥當勞
- 2009年10月 - CHIC CHOC
- 2012年5月15日~6月12日 -7net年中強檔主打星

## 榮獲獎項
- 2007年：第一屆《超級星光大道》：季軍
- 2008年：2008年HITO流行音樂獎頒獎典禮-Hito 聲猛新人獎(星光幫)
- 2008年：2008年HITO流行音樂獎頒獎典禮-最受歡迎新人獎(星光幫)
- 2008年：2008年度新城國語力頒獎禮—新城國語新勢力組合(星光幫)
- 2008年：2008年度新城國語力頒獎禮—新城國語力人氣偶像大獎(星光幫)
- 2010年：2009年加拿大至HIT中文歌曲排行榜—全國推崇男新人(國語)
- 2010年：2009年加拿大至HIT中文歌曲排行榜—全國推崇男歌手(國語)
- 2013年：第四屆MY Astro至尊流行榜頒獎典禮—至尊大躍進男歌手（海外）
- 2013年：第四屆MY Astro至尊流行榜頒獎典禮—至尊年度推薦歌手大獎（海外）
- 2013年：第四屆MY Astro至尊流行榜頒獎典禮—至尊金曲《針》
- 2013年：Super Star 我要當歌手：達成最高榮譽9萬分畢業
- 2015年：2015年度新城國語力頒獎禮—新城國語力男歌手獎
- 2015年：2015年度新城國語力頒獎禮—新城國語力歌曲獎《永不結束的馬拉松》

### 腳註
1. ↑  . 中時電子報. 2009-05-31. （原始内容存档于2009-06-06）.
2. ↑  . 2009-11-22.
3. ↑  . 2011-05-28  [2011-06-12]. （原始内容存档于2021-02-23）.

### 外部連結
- 潘裕文愛心T恤飆破12萬元粉絲集資當生日禮回贈偶像 （页面存档备份，存于） (2008-06-14)
- 潘裕文唱歌開竅 向林宥嘉看齊 （页面存档备份，存于）  (2008.07.13 中時電子報)
- 潘裕文出EP 王子變獅子  (2008.10.24 聯合晚報)
- MV金榜》潘裕文遇水則發 夏雨詩奪冠  (2008.11.14 聯合追星網)
- 潘裕文公益PK拔頭籌 單手手模吸7萬(2009.05.31 蘋果日報)
- 潘裕文熬兩年　將在10月推出首張個人專輯(2009.08.04 華研官網)
- 潘裕文敲心碎冰雕慶功　笑稱需要一個“愛的抱抱”安慰 （页面存档备份，存于）(2009.10.12 華研國際音樂)
- 聯合追星娛樂專題 - 潘裕文築夢兩年的夢‧想‧家 （页面存档备份，存于）(2009.10.14)
- 潘裕文絞盡腦汁 苦記華爾滋 （页面存档备份，存于）(2009.12.04 自由電子報)
- 潘裕文演唱央廣新版台歌 用歌聲傳送台灣愛地球心聲 (2009.12.18 中央廣播電台)

## 外部連結
- 潘裕文的新浪微博
- 潘裕文的Facebook專頁
- YouTube上的潘裕文頻道
- 潘裕文的Instagram帳戶

| 前任： 首位 | 超級星光大道季軍 2007年7月6日-2008年1月18日 | 繼任： 葉瑋庭 |